# 第17回カンヌ国際映画祭
第17回カンヌ国際映画祭（だい17かいカンヌこくさいえいがさい）は1964年4月29日から5月14日にかけて開催された。

## 受賞結果
- グランプリ：『シェルブールの雨傘』（ジャック・ドゥミ）
- 審査員特別賞：『砂の女』（勅使河原宏）
- 男優賞：アンディ・パーゲル（『Pacsirta』）、サロ・ウルツイ（『誘惑されて棄てられて』）
- 女優賞：アン・バンクロフト （『女が愛情に渇くとき』）、バーバラ・バリー （『わかれ道』）
- 特別表彰：アンジェイ・ムンク （この年急死したムンクに敬意を表して）

## 審査員

### コンペティション部門
- 審査委員長 
  - フリッツ・ラング （オーストリア/監督）
- 審査員
  - ルネ・クレマン (フランス/監督)
  - シャルル・ボワイエ (フランス/俳優)
  - ジュヌヴィエーヴ・パージュ (フランス/女優)
  - ローレンス・マルムステット (スウェーデン/プロデューサー)
  - ラウール・プロカン (フランス/プロデューサー)
  - アーサー・シュレジンジャー・Jr (アメリカ/プロデューサー)
  - アレクサンドル・カレガノフ (/批評家)
  - ジャン＝ジャック・ゴーチェ (フランス/ジャーナリスト)
  - ホアキン・カルボ・ソテロ (スペイン/作家)
  - ヴェラ・ヴォルマン (フランス/ジャーナリスト)

## 上映作品

### コンペティション部門
アルファベット順。邦題ない場合は原題の下に英題。
| 題名 原題                                                  | 監督                                        | 製作国                     |
| ---------------------------------------------------------- | ------------------------------------------- | -------------------------- |
| 太陽の下の10万ドル Cent mille dollars au soleil            | アンリ・ヴェルヌイユ                        | フランス イタリア          |
| 黒い神と白い悪魔 Deus e o Diabo na Terra do Sol            | グラウベル・ローシャ                        | ブラジル                   |
| Die Tote von Beverly Hills (Dead Woman from Beverly Hills) | ミハエル・プレガー                          | 西ドイツ                   |
| El Laila el akhira (Last Night)                            | カマル・エル・シャルム                      | エジプト                   |
| Krik (The Cry)                                             | ヤロミール・イレシュ                        | チェコスロバキア           |
| Kvarteret Korpen (Raven's End)                             | ボー・ヴィーデルベリ                        | スウェーデン               |
| 猿女 La Donna Scimmia                                      | マルコ・フェレーリ                          | イタリア フランス          |
| La Niña de Luto (The Girl in Mourning)                     | マヌエル・スメルス                          | スペイン                   |
| 柔らかい肌 La peau douce                                   | フランソワ・トリュフォー                    | フランス                   |
| シェルブールの雨傘 Les Parapluies de Cherbourg             | ジャック・ドゥミ                            | フランス                   |
| Mujhe Jeene Do (Cry for Life)                              | Moni Battacherjee                           | インド                     |
| わかれ道 One Potato, Two Potato                            | ラリー・ピアース                            | アメリカ合衆国             |
| Pacsirta (Drama of the Lark)                               | ラースロー・ラノーディ                      | ハンガリー                 |
| パサジェルカ Pasazerka                                     | アンジェイ・ムンク                          | ポーランド                 |
| Primero Yo (Me First)                                      | フェルナンド・アヤラ                        | アルゼンチン               |
| 誘惑されて棄てられて Sedotta e abbandonata                 | ピエトロ・ジェルミ                          | イタリア フランス          |
| 砂の女                                                     | 勅使河原宏                                  | 日本                       |
| 夜霧のしのび逢い Τα κόκκινα φανάρια                        | ヴァシリー・ジョージアディス                | ギリシャ                   |
| 太平洋ひとりぼっち                                         | 市川崑                                      | 日本                       |
| Белый караван (The White Caravan)                          | トマス・メリアヴァ エリダル・シェンゲラーヤ | ソビエト連邦               |
| 女が愛情に渇くとき The Pumpkin Eater                       | ジャック・クレイトン                        | イギリス                   |
| 訪れ The Visit                                             | ベルンハルト・ヴィッキ                      | 西ドイツ フランス イタリア |
| マリアンの友だち The World of Henry Orient                 | ジョージ・ロイ・ヒル                        | アメリカ合衆国             |
| 乾いた人生 Vidas Secas                                     | ネルソン・ペレイラ・ドス・サントス          | ブラジル                   |
| 僕はモスクワを歩く Я шагаю по Москве                       | ゲオルギー・ダネリヤ                        | ソビエト連邦               |

### 特別招待作品
- ローマ帝国の滅亡 - アンソニー・マン（アメリカ）
- Le Sexe des Anges - マッシモ・フランチローザ（イタリア・フランス）
- Skoplje 63 - ヴェルコ・ブライーチ（ユーゴスラビア）